# 大音厚曹
大音 厚曹（おとう あつとも、享保7年（1722年） - 文化2年3月12日（1805年4月11日））は、江戸時代中期の加賀藩士。加賀八家筆頭前田土佐守家4代当主・前田直堅の三男。子は加賀八家奥村宗家第10代当主奥村尚寛室がいる。通称は典膳、七左衛門、帯刀。
宝暦5年（1755年）4月、大音厚固の跡を継いで4300石を領する。宝暦6年（1756年）寺社奉行、明和4年（1767年）家老となり、安永年間に若年寄を兼ねる。寛政3年（1791年）4月18日に致仕し、南郊と号した。文化2年（1805年）3月12日に84歳で死去。